# Внеклеточный матрикс
Внекле́точный ма́трикс (англ. extracellular matrix, ECM) — внеклеточные структуры ткани (интерстициальный матрикс и базальные мембраны). Внеклеточный матрикс составляет основу соединительной ткани, обеспечивает механическую поддержку клеток и транспорт химических веществ. Кроме того, клетки соединительной ткани образуют с веществами матрикса межклеточные контакты (гемидесмосомы, адгезивные контакты и др.), которые могут выполнять сигнальные функции и участвовать в локомоции клеток. Так, в ходе эмбриогенеза многие клетки животных мигрируют, перемещаясь по внеклеточному матриксу, а отдельные его компоненты играют роль меток, определяющих путь миграции.
Основные компоненты внеклеточного матрикса — гликопротеины, протеогликаны и гиалуроновая кислота. Коллаген является превалирующим гликопротеином внеклеточного матрикса у большинства животных. В состав внеклеточного матрикса входит множество других компонентов: белки фибрин, эластин, а также фибронектины, ламинины и нидогены; в состав внеклеточного матрикса костной ткани входят минералы, такие как гидроксиапатит; можно считать внеклеточным матриксом и компоненты жидких соединительных тканей — плазму крови и лимфатическую жидкость.
При проведении доклинических и клинических исследований материалов на основе естественного внеклеточного матрикса используется преподготовка с использованием различных способов децеллюляризации. Подготовка искусственных матриксов из синтетических материалов, как правило, связана с модификацией их объема или поверхности биологически активными соединениями для обеспечения лучшего прикрепления и пролиферации клеток.